# Roesskoje radio
Roesskoje radio (Russisch: Русское радио) is een radiozender die Russischtalige muziek uitzendt in zowel Rusland als in de meest landen van het Gemenebest van Onafhankelijke Staten en een aantal daarbuiten.

## Geschiedenis
Op 2 augustus 1995 werd de eerste officiële uitzending vanuit Moskou gemaakt. De zender begon toen met testuitzendingen die liepen van acht uur 's ochtends tot tien uur 's avonds. Tijdens deze uitzendingen werd er de hele tijd, zonder onderbreking, muziek gespeeld. Tussen de nummers kon echter wel een pauze van vijf tot twintig seconden stilte voorkomen vanwege het soms stille begin of einde van een liedje. Kort hierna begon de zender ook DJs in te zetten. Vanaf 1996 was er ook reclame te horen op de radiozender.
In 1996 werd de Gouden Grammofoon geïntroduceerd; een muziekprijs voor alleen Russischtalige muziek. De prijs wordt elk jaar aan het eind van het jaar uitgereikt in het Kremlin. De Gouden Grammofoon wordt beschouwd als één van Ruslands grootste muziekprijzen.
Op 22 september 2010 vestigde DJ Roman Jemeljanov een wereldrecord en belandde met zijn programma Roesskije pertsy in het Guinness Book of Records nadat hij 52 non stop uur had uitgezonden. Dit record werd later door een andere radiozender verbroken, maar op 3 april 2015 pakte Jemeljanov zijn record terug nadat hij zijn programma zestig uur non stop had uitgezonden.
In juni 2014 ontstond er een conflict tussen de hoofdvestiging van de radio in Rusland en de nevenvestiging in Oekraïne. Tijdens de actie Zachysty armijoe - vona zachystyt tebe op de Oekraïense stations werd 10% van het geld wat werd opgehaald met advertenties gebruikt om spullen voor het Oekraïense leger te kopen voor het conflict in Oost-Oekraïne.

## Diskjockeys
- Roman Jemeljanov
- Alena Borodina
- Dmitri Olenin
- Galja Korneva
- Dmitri Lebedev
- Maks Orlov
- Vadim Voronov
- Alisa Selezneva
- Sergej Melnikov
- Bella Ogoertsova
- Vadim Danilin
- Anna Semenovitsj
- Lesja Alsjevskaja
- Kirill Kalinin

## Programma
- Novosti (nieuwsprogramma, dagelijks)
- Zolotoj Grammofon (vr. 17.00-19.00, zo. 11.00-13.00)
- Stol zakazov (ma.-zo. 2.00-3.00, 18.00-19.00, ma.-vr. 19.00-20.00, za.-zo. 21.00-23.00, za. 11.00-12.00, 14.00-15.00)
- Dembelski albom (zo. 9.00-10.00)
- Roesskije pertsy (ma.-vr. 7.00-11.00)
- Igra bez slov (radiospel, ma.-vr. vanaf 19.10)
- Roesskoje inform-bjoero (nieuwsprogramma, dagelijks)
- JO-show (talkshow, ma.-vr. 21.00-23.00)